# Kjell Andersson (musiker)
Kjell Andersson, född 12 juni 1937 i Ystad, är en svensk kapellmästare, arrangör och pianist.
Andersson började tidigt spela saxofon och spelade med Sture Dahlström, men hade innan dess debuterat som gitarrist i Ove Lennarts orkester 1954. Han studerade vid Musikkonservatoriet i Malmö 1956−1962 och värvades till Ib Glindemanns storband i Köpenhamn 1957, där han spelade barytonsaxofon. 
Han inriktade sig därefter på konstmusik och piano och var 1963−1995 kapellmästare vid Malmö stadsteater (under en period i Uppsala). Han har medverkat på grammofoninspelningar med Barbro Hörberg, Cornelis Vreeswijk, Fred Åkerström och hustrun Maria Lindström.

## Filmmusik
- 1975 – Maria